# 范文照
范文照（英語：Robert Fan，1893年—1979年1月12日），广东省顺德县人，中国著名建筑师，曾於1920年代至1930年代，为国民政府及社会公众设计了一批建筑，其中包括后来作为行政院的铁道部大楼等。1942年以后主要服务於香港地区，设计了包括崇基学院在内的一批建筑。

## 生平
1893年生于上海，1917年上海圣约翰大学毕业，土木工程系学士学位，1917～1919年在系任算術測量教授，1919年到1922年就读于美国宾夕法尼亚大学建筑系，1925年为南京中山陵所作的中国复古设计，获竞赛第二名。

### 民國時期
1927年，范文照开设私人建筑师事务所，设计的早期著名作品中，在上海，南京大戏院（今上海延安东路523号音乐厅，1930年建成）为西方古典主义建筑，而与李锦沛（基督教青年会建筑师）、赵深合作设计的上海八仙桥基督教青年会大楼（1931年建成），则在西式建筑顶部加上一圈蓝色琉璃瓦的中国传统符号。在南京，他与赵深合作设计的铁道部大楼（1930年建成，抗战后改为行政院，今中山北路252号解放军南京政治学院东校区）、励志社总社（1931年完成，今中山东路307号钟山宾馆）和华侨招待所（1933年竣工，今中山北路81号江苏议事园）均为中国复古建筑。
1927年10月与庄俊、吕彦直、张光圻、巫振英等人发起组织中国建筑师学会(初名上海建筑师学会)，任首届会长。
1930年，他和其他建築師成立中國營造學社，研究如何將中國古建築的原素融入現代建築。
1933年，范文照开始转向提倡现代主义建筑，“首先科学化而后美化”，按此设计思想设计了赵主教路协发公寓（Yafa Apartment，1933年建成，今徐汇区五原路）、戈登路美琪大戏院（1941年建成，今静安区江宁路66号）、贝当路乔治公寓（Georgia Apartment，1942年建成，今徐汇区衡山路311 - 331号）。
1935年代表中國出席倫敦第14次國際城市及房屋設計會議以及羅馬國際建築師大會，受總統委任為國家顧問。
1937年抗日戰爭前夕，范文照曾設計南京國立中央大學新校園。

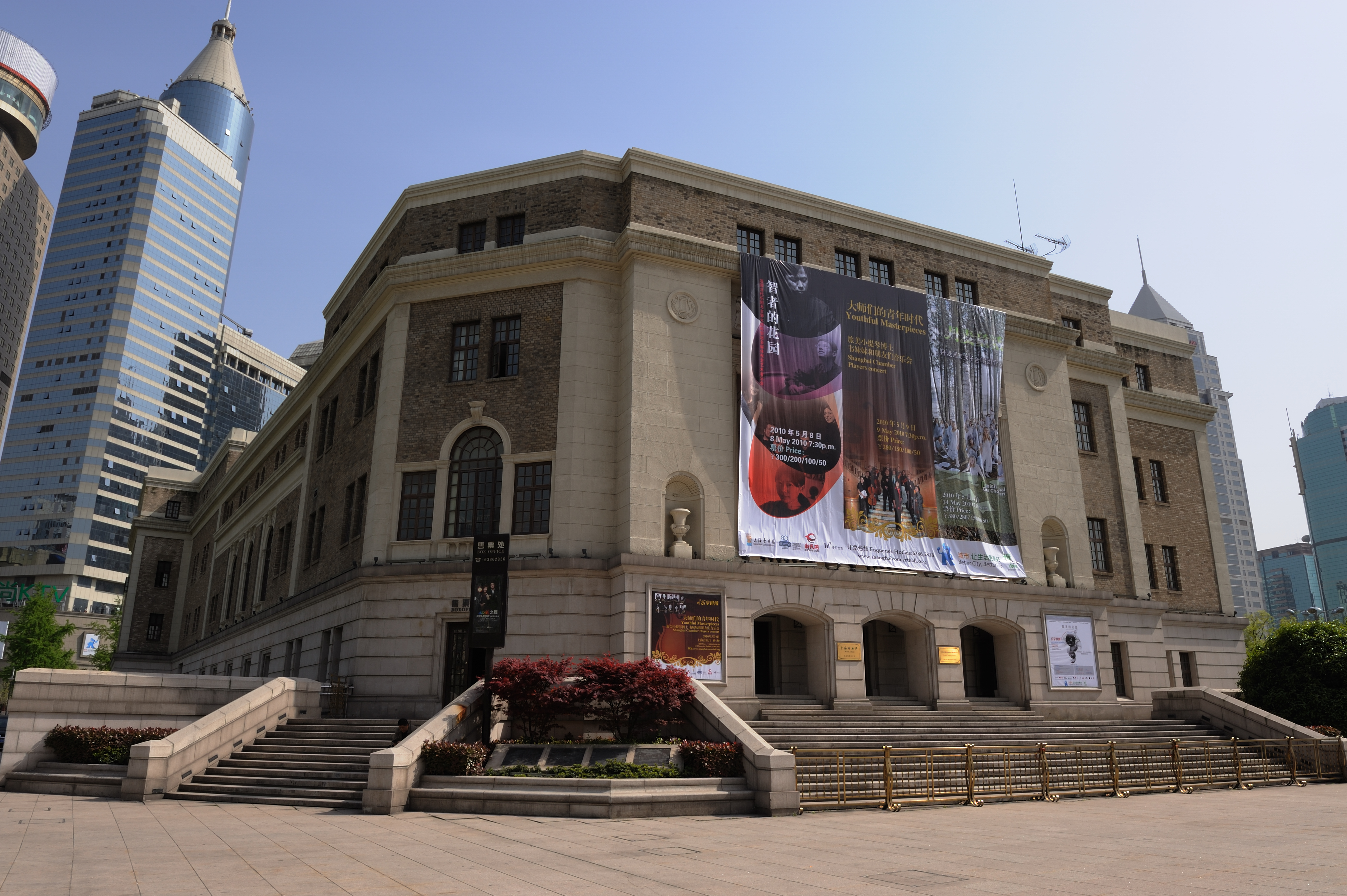
上海南京大戏院，现上海音乐厅
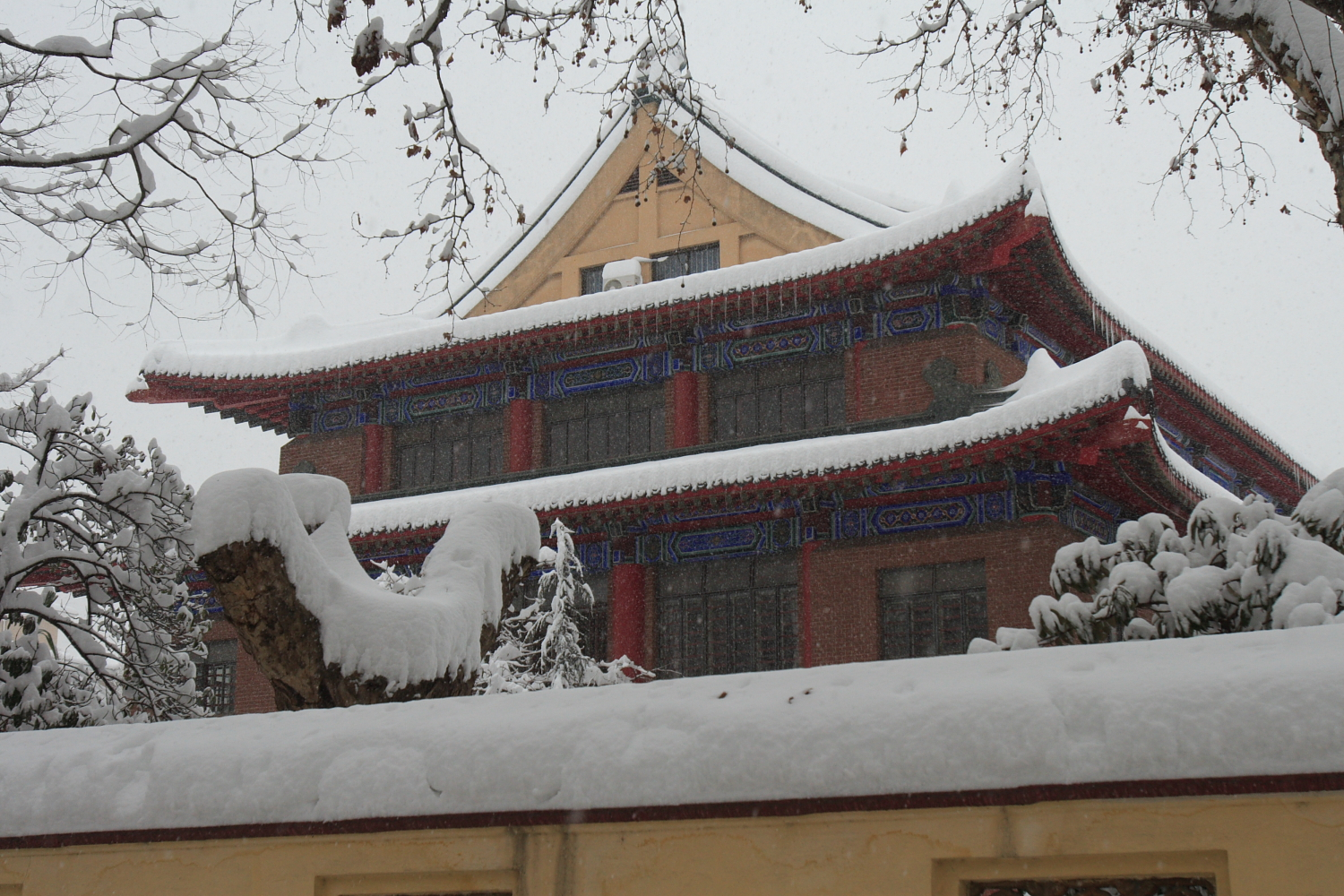
南京铁道部大楼，现解放军南京政治学院

### 移居香港
1949年之後，范文照赴香港定居，並在此終老。雖然他早在1938年便已註冊為香港「認可建築師」，但在五十年代之前並沒有真正在香港執業。儘管如此出於他的聲譽和才華，他依然可以在到埗香港之後接到大大小小的設計項目，如九龍靈糧堂、粉嶺英軍教堂、觀塘銀都戲院、大埔道「松坡」、崇基學院（目前僅應林堂及華蓮堂宿舍保留，其餘由范氏設計的部分均已重建）、北角長康街北角衛理堂（重建中）、中環先施百貨公司大廈、山頂私人別墅和北角寶石樓，以及其他不同類型的住宅工廠等。范文照後期的作品中最著名的是銅鑼灣豪華戲院與公寓，該建築物佔地1,673平方米 (約18,000平方英尺)，鄰近怡和街。伊榮街和邊寧頓街由於電影欣賞在二十世紀六十年代是其中幾種少數娛樂活動之一戲院的設計明顯反映出當時這一文化背景的重要性。

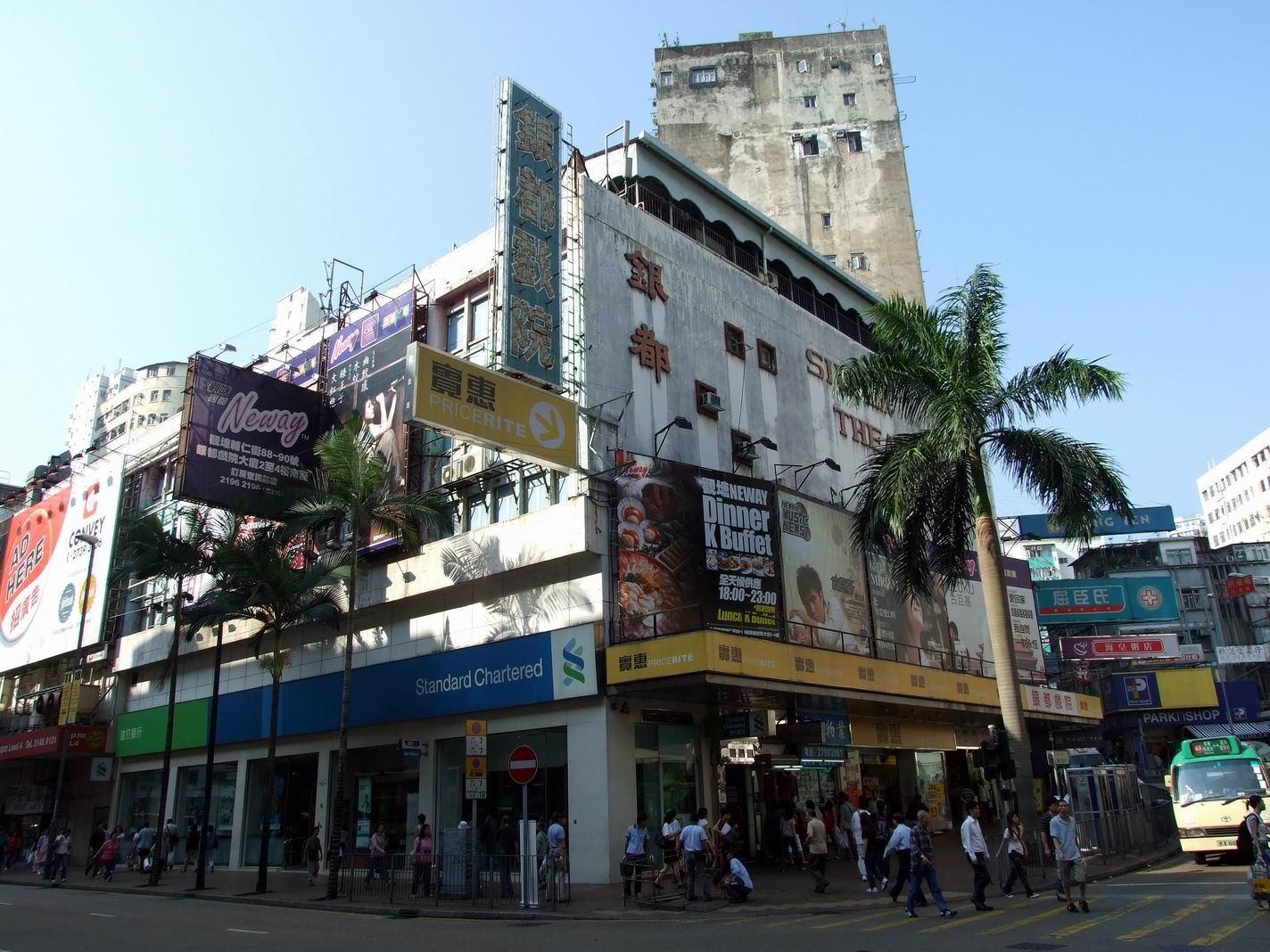
銀都戲院（已拆卸）
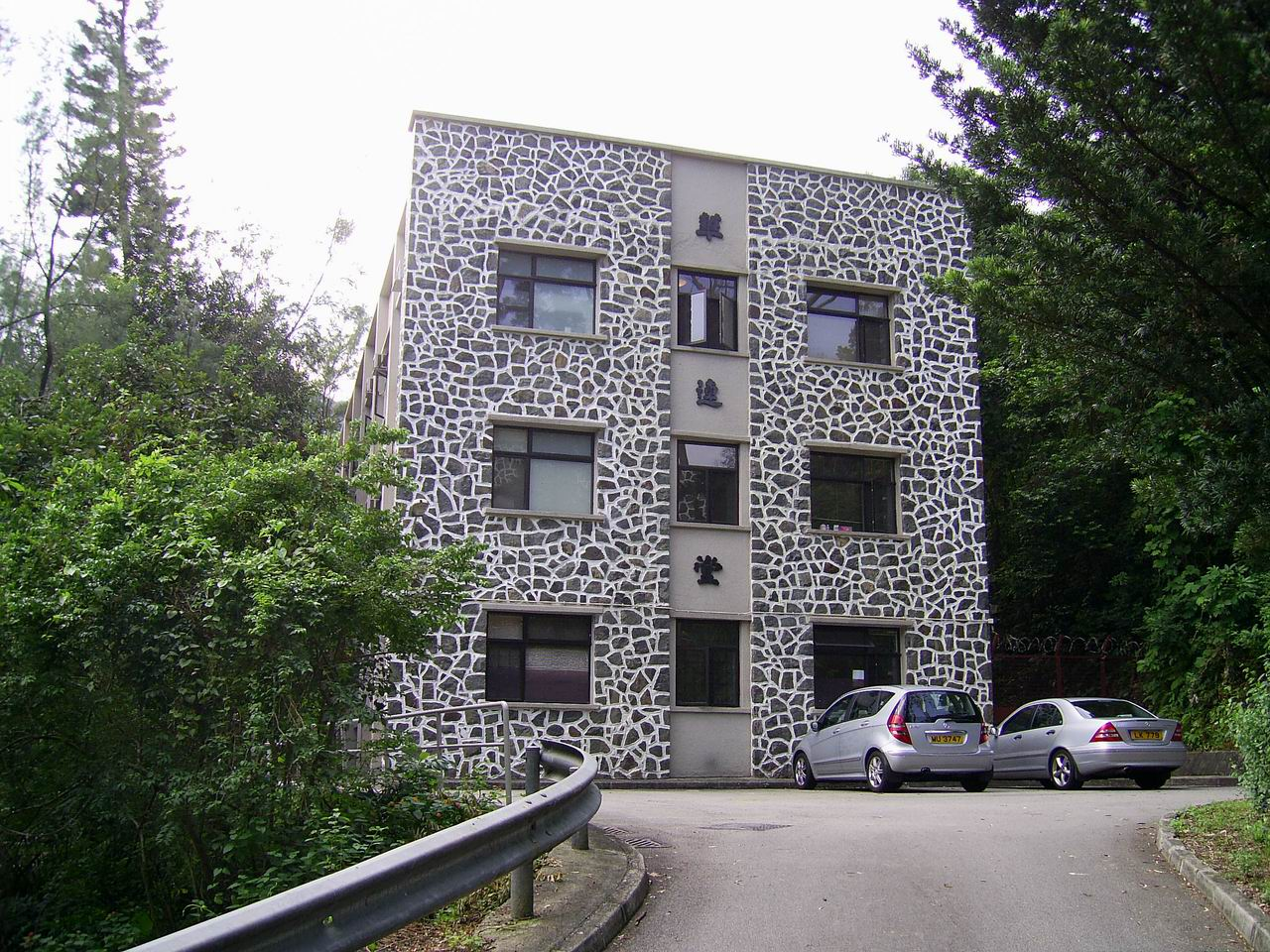
香港中文大學華蓮堂
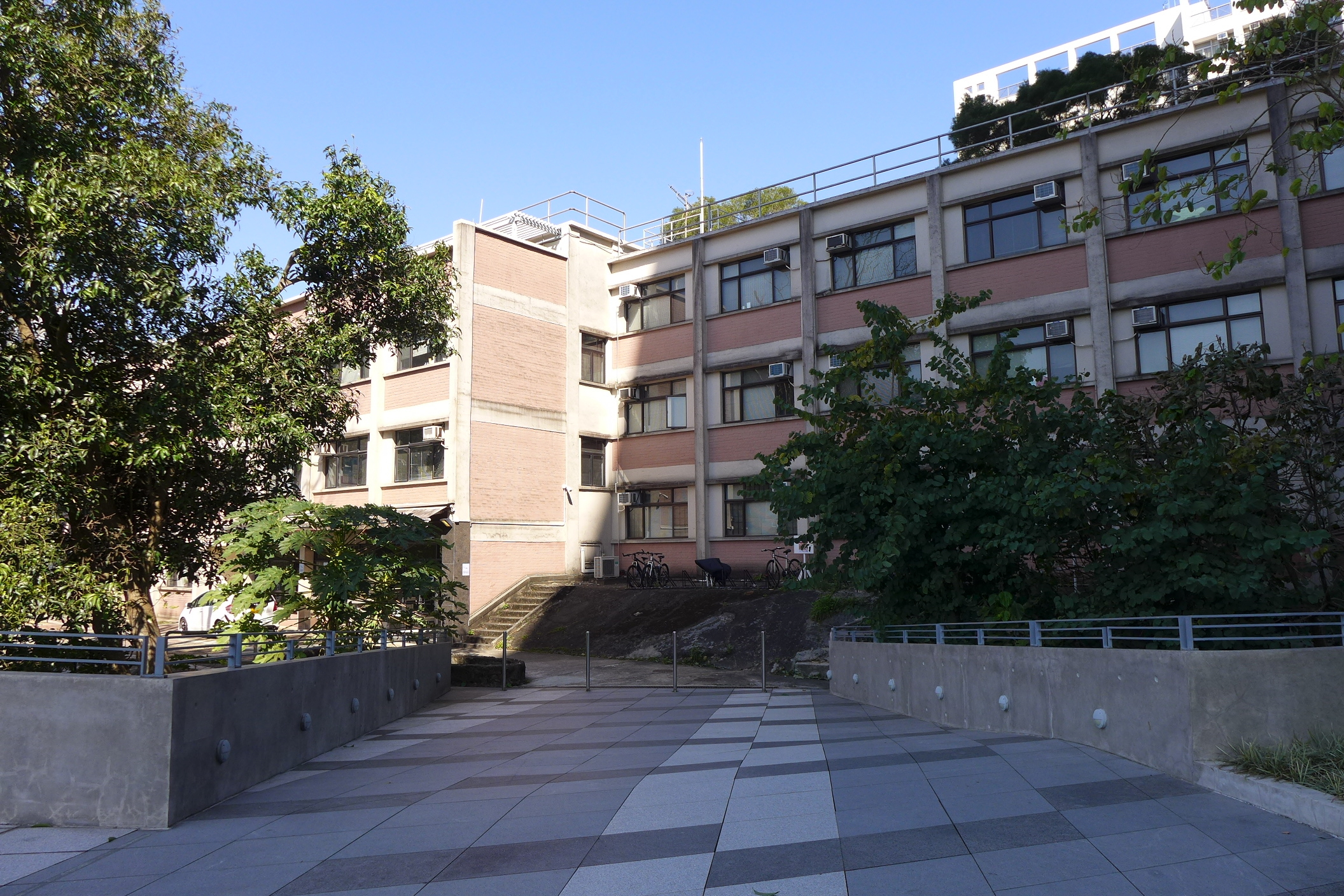
香港中文大學應林堂

范文照在南京设计的铁道部大楼、励志社总社于2001年被列为全国重点文物保护单位，华侨招待所为南京市文物保护单位。在上海设计的八仙桥基督教青年会、南京大戏院、美琪大戲院，為上海市文物保护单位。

## 作品
- 南京大戏院，1930年建成，上海，今黄浦区延安东路523号音乐厅
- 铁道部大楼，1930年建成，南京，抗战后改为行政院，今鼓楼区中山北路252号解放军南京政治学院东校区
- 八仙桥基督教青年会，1931年建成，上海，今黄浦区西藏南路
- 励志社总社，1931年完成，南京，今玄武区中山东路307号钟山宾馆
- 协发公寓（Yafa Apartment），1933年，上海法租界赵主教路，今徐汇区五原路
- 华侨招待所，1933年竣工，南京，今鼓楼区中山北路81号江苏议事园
- 美琪大戲院，1941年10月建成，上海，今静安区江宁路
- 集雅公寓（Georgia Apartment），1942年，上海法租界贝当路，今徐汇区衡山路311 - 331号，第四批上海市优秀历史建筑
- 崇基學院，1954年，香港，今香港中文大學範圍內，除應林堂及華連堂外均已拆卸重建

## 外部連結
- 《華盛頓郵報》："His Work, My History （页面存档备份，存于）"，2009年5月27日。
- 《南華早報》："Architect responsible for many of the landmarks of Shanghai （页面存档备份，存于）"，2010年10月25日。